# Жонкьер (Од)
Жонкье́р (фр. Jonquières) — коммуна во Франции, находится в регионе Лангедок — Руссильон. Департамент коммуны — Од. Входит в состав кантона Дюрбан-Корбьер. Округ коммуны — Нарбонна.
Код INSEE коммуны — 11176.

## Население
Население коммуны на 2008 год составляло 70 человек.
| 1962 | 1968 | 1975 | 1982 | 1990 | 1999 | 2008 |
| ---- | ---- | ---- | ---- | ---- | ---- | ---- |
| 47   | 55   | 55   | 54   | 38   | 46   | 70   |

## Экономика
В 2007 году среди 37 человек в трудоспособном возрасте (15—64 лет) 24 были экономически активными, 13 — неактивными (показатель активности — 64,9 %, в 1999 году было 58,3 %). Из 24 активных работали 19 человек (13 мужчин и 6 женщин), безработных было 5 (3 мужчины и 2 женщины). Среди 13 неактивных 2 человека были учениками или студентами, 6 — пенсионерами, 5 были неактивными по другим причинам.

## Достопримечательности
- Церковь XIII века
- Вестготский алтарь для жертвоприношений, увенчанный каменным крестом